# نبرد آلارک
نبرد آلارک (انگلیسی: Battle of Alarcos)، نبردی است در سال ۱۱۹۵ میلادی بین موحدون به رهبری یوسف یعقوب المنصور و پادشاه کاستیل، آلفونسوی هشتم که با پیروزی قاطع موحدون و عقب‌نشینی مسیحیان به طلیطله همراه بود.